# Alain Fauré
Alain Fauré (Pamiers, 1 de outubro de 1962 – 12 de julho de 2018) foi um político francês. 

## Carreira
Ele que serviu como Vice a partir de 2012 a 2017 e, como Prefeito de Les Pujols de 2001 até 2014.
Morreu em 12 de julho de 2018, aos 55 anos.